# Traités de Cölln et Mewe

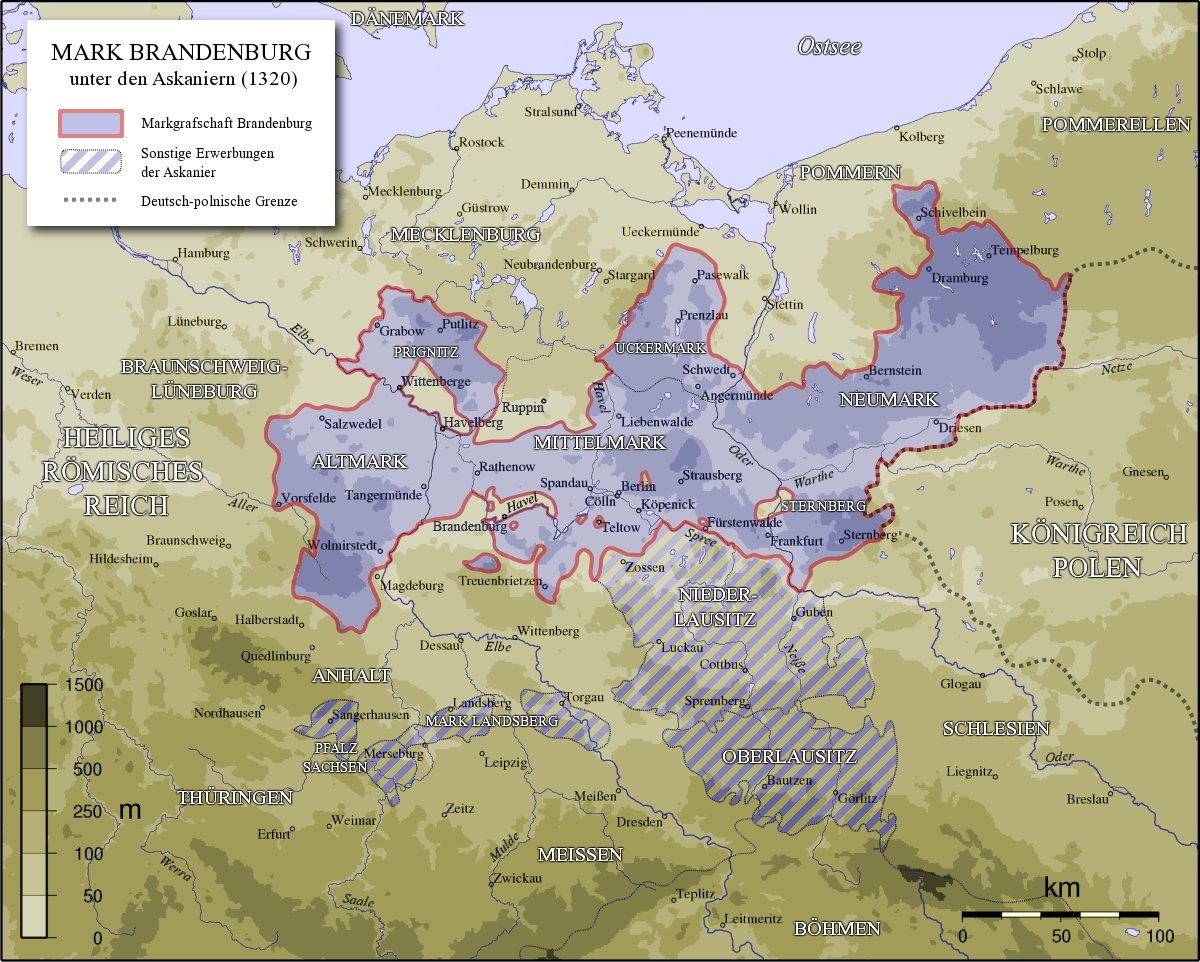
Carte du Brandebourg à la fin du Moyen Âge.

Les Traités de Cölln et Mewe, conclus respectivement en 1454 et en 1455, transférèrent la Nouvelle-Marche de Brandebourg de l'État monastique des chevaliers teutoniques à la Marche de Brandebourg. 

L'Ordre Teutonique acquit la Nouvelle Marche pour un montant initialement de 63 200 forints (puis finalement de 143 000 forints) à l'aide d'un prêt sur gage en 1402. 

La Nouvelle Marche passa entièrement aux Chevaliers teutoniques en 1429.

Les difficultés financières occasionnées par la Guerre de Treize Ans (1454-1466) forcèrent Ludwig von Erlichshausen, grand maître de l'ordre Teutonique, à hypothéquer la Nouvelle Marche au prince électeur Frédéric II de Brandebourg par le traité de Cölln le 22 février 1454. Le traité de Mewe marqua quant à lui la vente effective du territoire le 16 septembre 1455,,.